# Sandrine Mauron
Sandrine Mauron (nacida el 19 de diciembre de 1996) es una futbolista suiza que juega como centrocampista en el club alemán Eintracht Fránkfurt de la Bundesliga Femenina y en la Selección femenina de fútbol de Suiza.

## Trayectoria
Mauron comenzó su carrera profesional en el FC Yverdon Féminin, un equipo que juega en la Nationalliga A, la competición de liga de más alto nivel para los clubes de fútbol femenino en Suiza. En 2014, se mudó al club tradicional suizo FC Zürich con el que fue dos veces campeón nacional y ganó dos copas nacionales. También jugó en cuatro ediciones consecutivas de la UEFA Champions League.

## Selección nacional
Mauron formó parte del equipo que representó a Suiza en la clasificación para el Campeonato Femenino Sub-17 de la UEFA 2013 cuando jugó seis partidos y marcó dos goles. Con el equipo sub-19, jugó en la clasificación para el Campeonato Femenino Sub-19 de la UEFA 2015 y en la clasificación para el Campeonato Femenino Sub-19 de la UEFA 2016. En la edición de 2016, Suiza pudo clasificar para el torneo final llegando a las semifinales cuando fue derrotada por Francia, que eventualmente ganaría el torneo. En 2015, fue convocada para el Swiss Senior Team por primera vez. En 2016, hizo su debut para el equipo. El 23 de octubre de 2016, en un partido amistoso contra Estados Unidos, marcó su primer gol internacional. El 3 de julio de 2017, Calligaris fue convocada por la entrenadora Martina Voss-Tecklenburg para representar a Suiza en la Eurocopa Femenina de la UEFA 2017, pero no jugó ningún partido ya que Suiza quedó eliminada en la fase de grupps del torneo.